# Động đất Qeshm 2008
Động đất Qeshm 2008 (tiếng Ba Tư: زمین‌لرزه ۱۳۸۷ بندرعباس) là trận động đất xảy ra vào lúc 06:30 (theo giờ địa phương), ngày 10 tháng 9 năm 2008. Trận động đất có cường độ 5.9 richter, tâm chấn độ sâu khoảng 8 km. Hậu quả trận động đất đã làm 7 ngườ chết, 45 người bị thương.